# Гельсінгборг
Гельсінгборг (швед. Helsingborg) — місто та порт на півдні Швеції у лені Сконе. Населення міста становить 95 444 чоловік станом на 2008 рік. Місто є центром однойменного муніципалітету. Гельсінгборг розташований у найвужчому місці протоки Ересунн навпроти данського міста Гельсінгер (це місце є найближчою точкою між Швецією та Данією). З Гельсінгером до Гельсінгборга ходить пором, який курсує з інтервалом у 20 хвилин. Через місто проходить європейський шлях .

## Історія
Гельсінгборг є одним з найдавніших міст Швеції. Відомо, що постійне поселення на місці сучасного міста існувало з 21 травня 1085 року. Вигідне географічне положення міста забезпечувало йому швидкий розвиток, а саме місто було одним з найважливіших населених пунктів для Данії (у той час Данія контролювала обидва боки протоки Ересунн). У 1429 році Данія ввела Зундський податок за прохід через протоку, який складав значну частину від коштів, які надходили від податків.
Після Дансько-шведської війни (1657—1658) та підписання Роскільського миру Данія втратила всі території на Скандинавському півострові, а Гельсінгборг перейшов у підпорядкування Швеції. На той час населення міста приблизно становило 1 000 осіб. Проте Данія не хотіла втрачати важливий порт і продовжувала періодично нападати на місто. Остання спроба захопити місто була у 1710 році коли 14 000 данських вояків висадились неподалік від міста. Внаслідок битви, яка відбувалась 28 лютого, перемогу одержали війська Швеції, проте саме місто було сильно зруйновано. У 1770 році населення міста становило всього 1 321 мешканців та повільно зростало. Починаючи з 1850-х місто активно зростає з 4 000 мешканців в 1850 до 20 000 в 1890 і до 56 000 в 1930.

## Клімат
Клімат Гельсінгборга помірний. За рік випадає в середньому 500—600 мм опадів. Середня температура січня -0,1 °C, липня 16.8 °C.
| Клімат Гельсінгборга    | Клімат Гельсінгборга | Клімат Гельсінгборга | Клімат Гельсінгборга | Клімат Гельсінгборга | Клімат Гельсінгборга | Клімат Гельсінгборга | Клімат Гельсінгборга | Клімат Гельсінгборга | Клімат Гельсінгборга | Клімат Гельсінгборга | Клімат Гельсінгборга | Клімат Гельсінгборга | Клімат Гельсінгборга |
| Показник                | Січ.                 | Лют.                 | Бер.                 | Квіт.                | Трав.                | Черв.                | Лип.                 | Серп.                | Вер.                 | Жовт.                | Лист.                | Груд.                | Рік                  |
| Абсолютний максимум, °C | 11,0                 | 15,3                 | 18,0                 | 26,0                 | 28,1                 | 30,9                 | 33,2                 | 32,4                 | 27,5                 | 22,5                 | 16,6                 | 12,0                 | 33,2                 |
| Середній максимум, °C   | 3,0                  | 3,3                  | 6,9                  | 12,5                 | 17,1                 | 20,7                 | 22,8                 | 22,3                 | 18,3                 | 12,6                 | 7,9                  | 4,4                  |                      |
| Середня температура, °C | 0,8                  | 0,5                  | 3,4                  | 7,9                  | 13,3                 | 16,0                 | 18,1                 | 17,7                 | 14,4                 | 9,6                  | 5,8                  | 2,4                  |                      |
| Середній мінімум, °C    | −1,4                 | −1,3                 | −0,1                 | 3,2                  | 7,5                  | 11,2                 | 13,4                 | 13,4                 | 10,5                 | 6,5                  | 3,6                  | 0,4                  |                      |
| Абсолютний мінімум, °C  | −21,7                | −20,5                | −18,8                | −8,7                 | −1,5                 | 3,0                  | 4,4                  | 5,4                  | −0,1                 | −7,3                 | −10,3                | −22                  | −22                  |
| Норма опадів, мм        | 52.1                 | 43.8                 | 37.0                 | 27.5                 | 49.5                 | 67.2                 | 72.0                 | 87.0                 | 51.2                 | 69.8                 | 55.3                 | 60.5                 |                      |
| ----------------------- | -------------------- | -------------------- | -------------------- | -------------------- | -------------------- | -------------------- | -------------------- | -------------------- | -------------------- | -------------------- | -------------------- | -------------------- | -------------------- |

## Промисловість
Розвинено суднобудування, електротехнічна, гумово-хімічна, текстильна, керамічна, харчова промисловість; кольорова металургія. Гельсінгборг є важливим транспортним, торговельним та діловим центром.

## Пам'ятки
Історична частина міста складається з великої кількості старовинних будинків, розташованих на узбережжі протоки. Особливий інтерес становлять будівля ратуші, вежа Чернан, церква Св. Марії в стилі цегляної готики, музей просто неба Фредріксдаль та культурний центр Генрі Дункера.

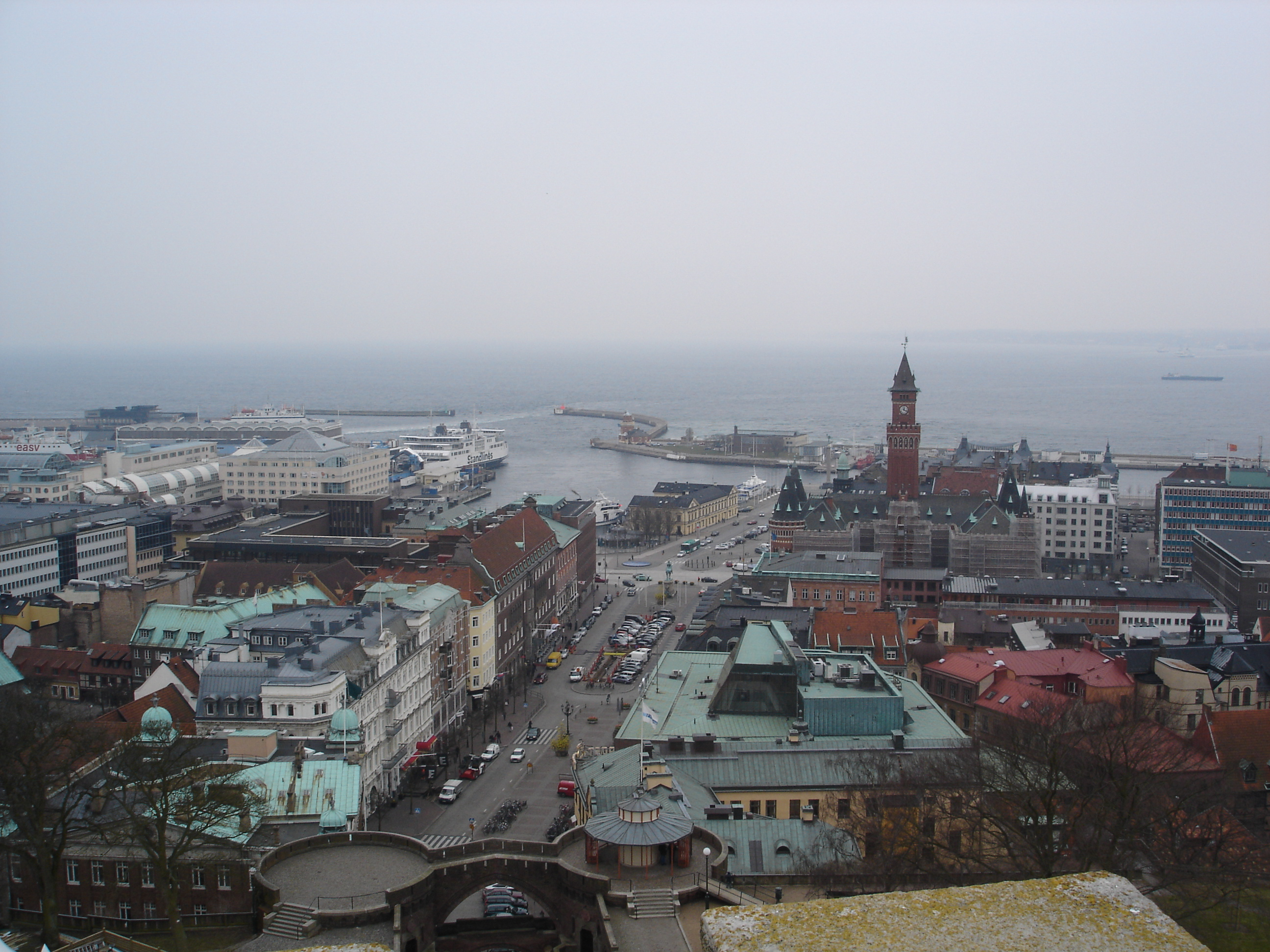
Вид на Гельсінгборг
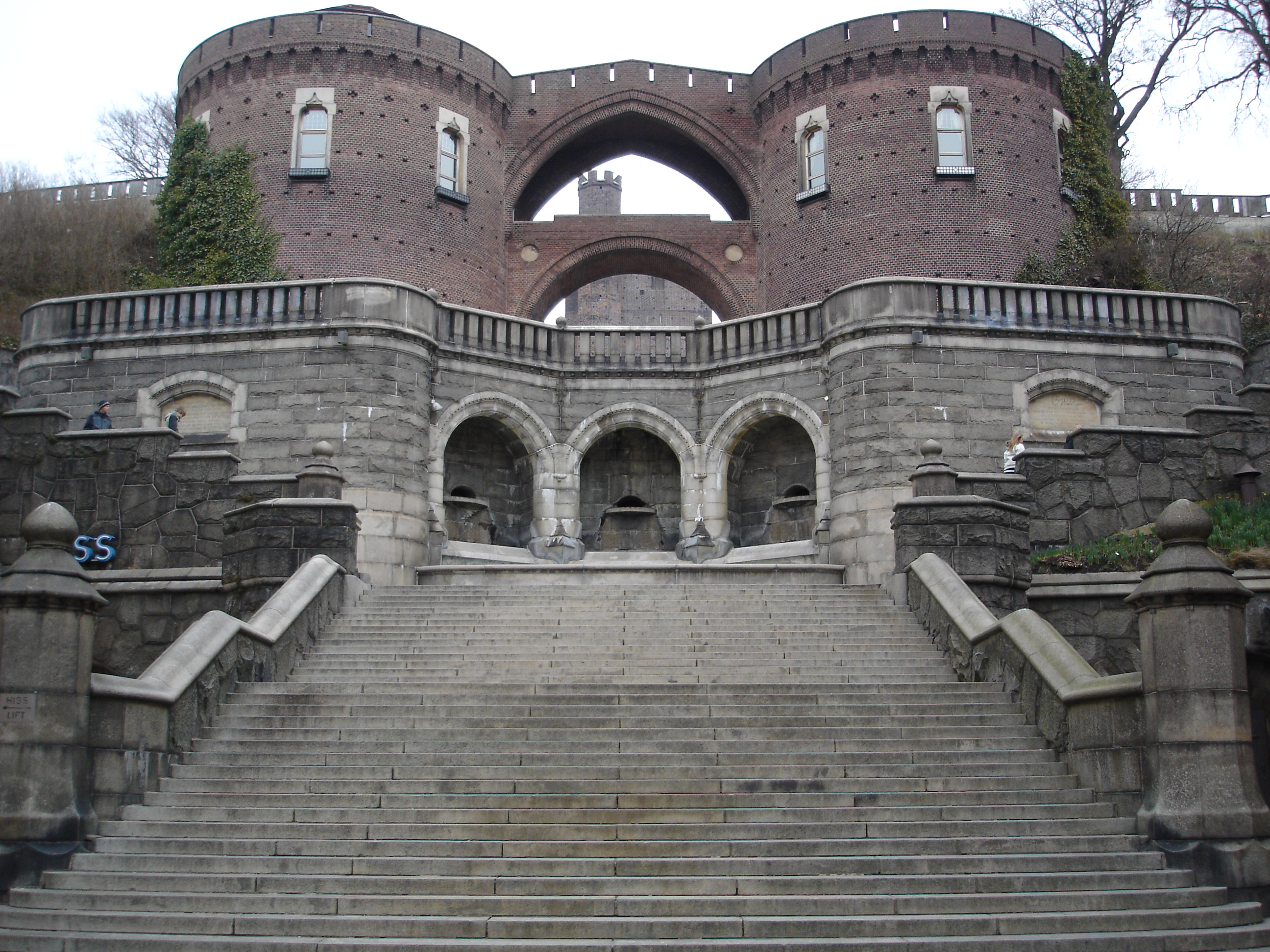
Міська управа
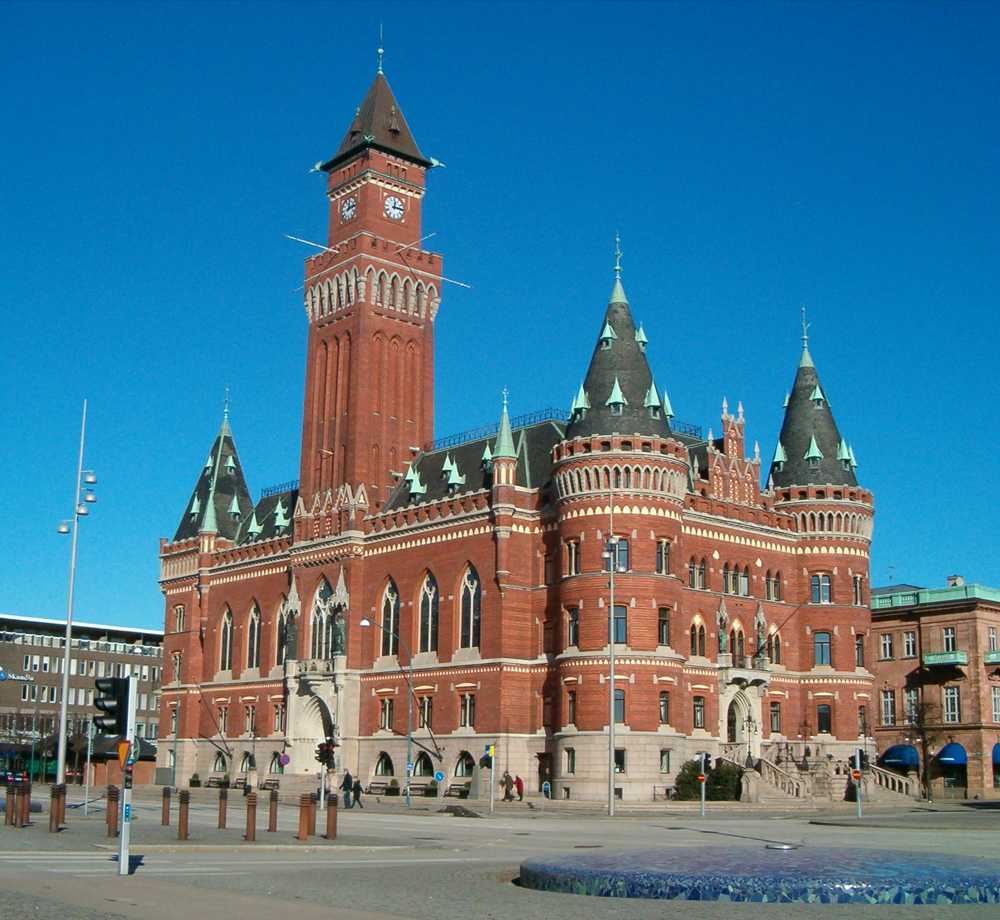
Ратуша
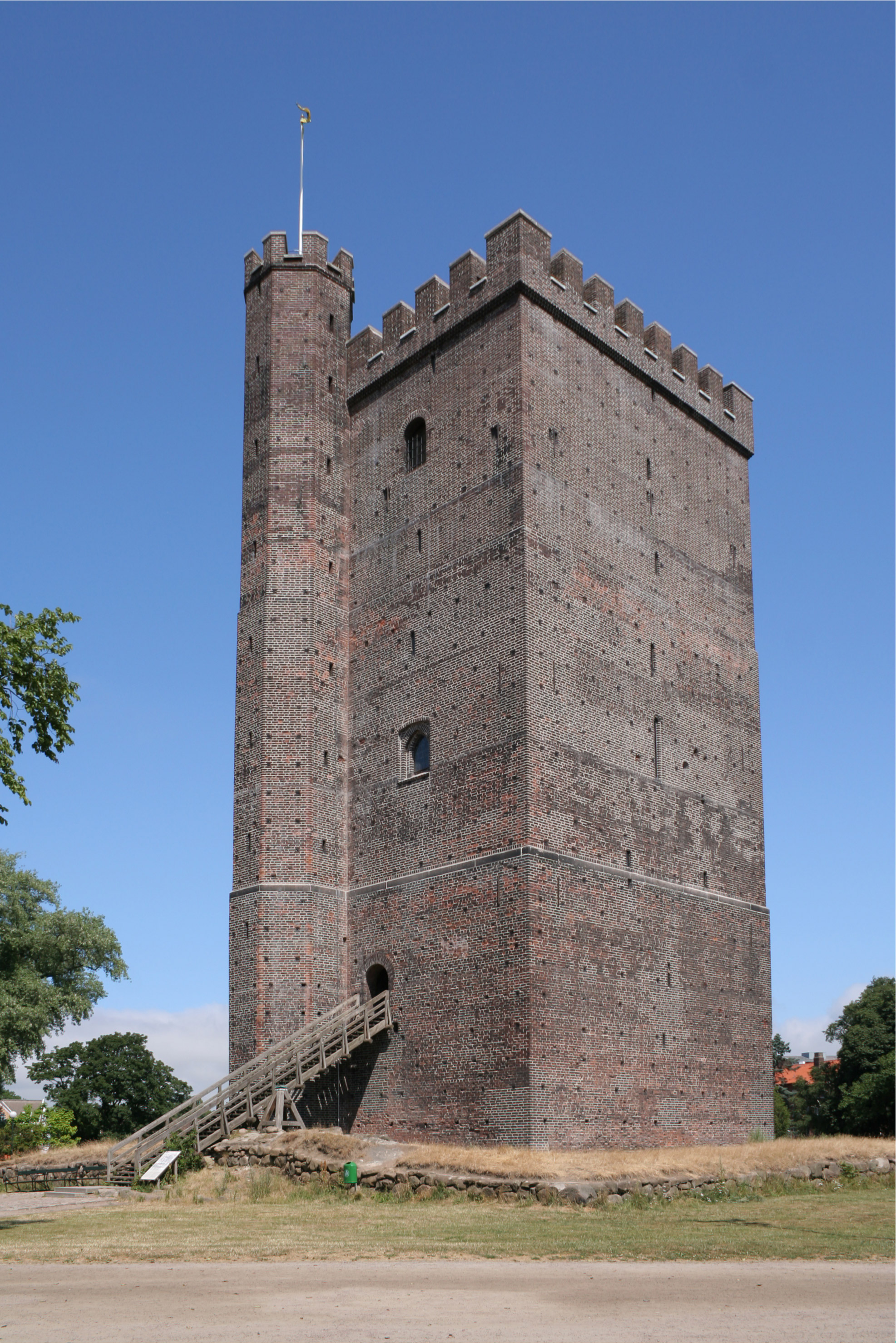
Вежа Чернан
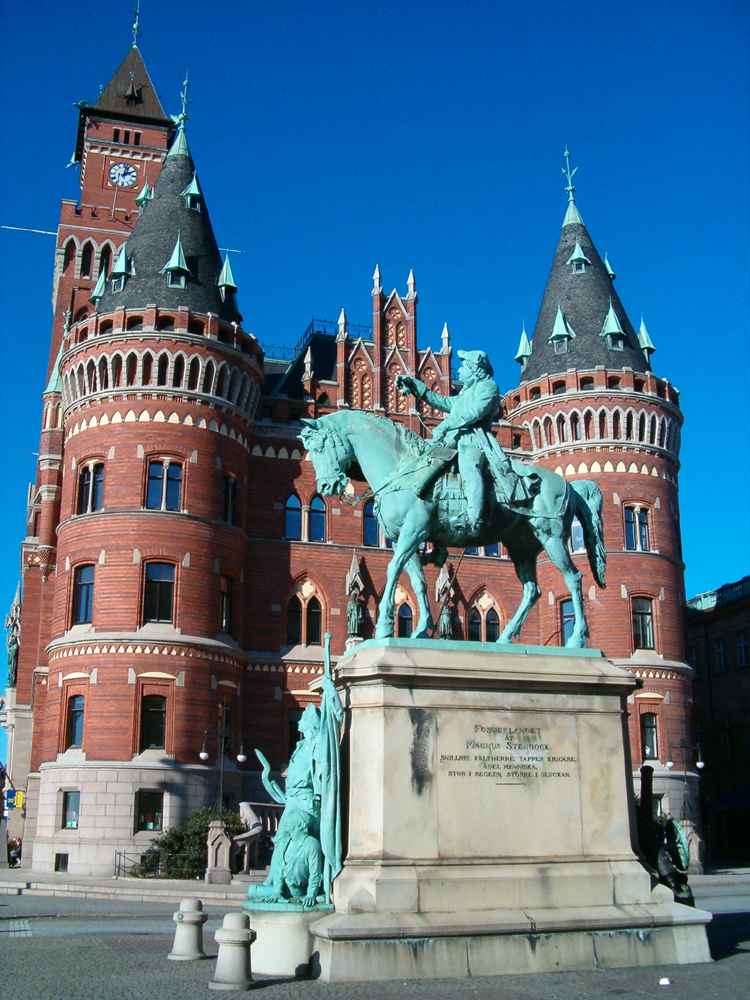
Пам'ятник Магнусу Стенбоку
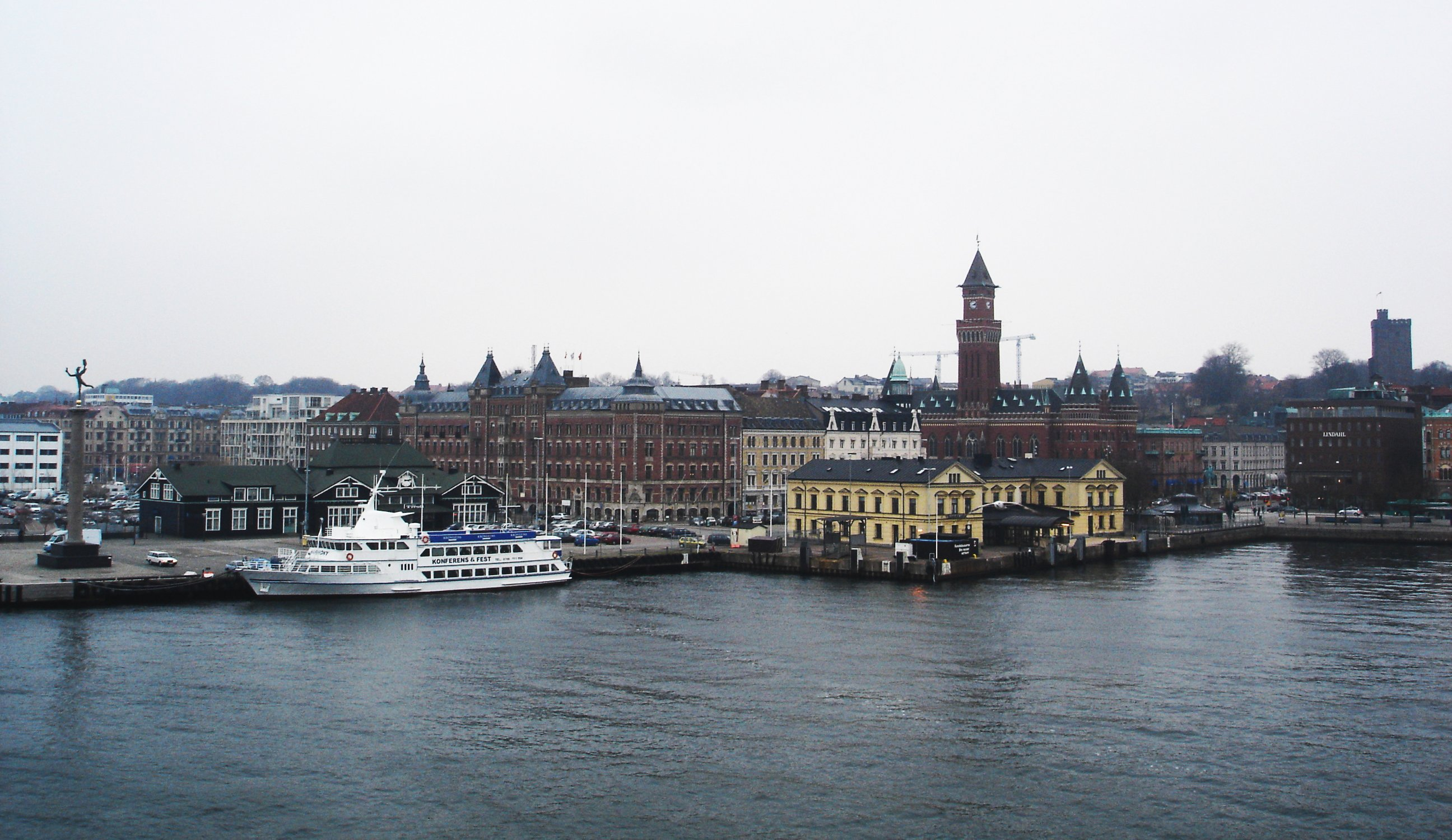
Вид на місто з моря
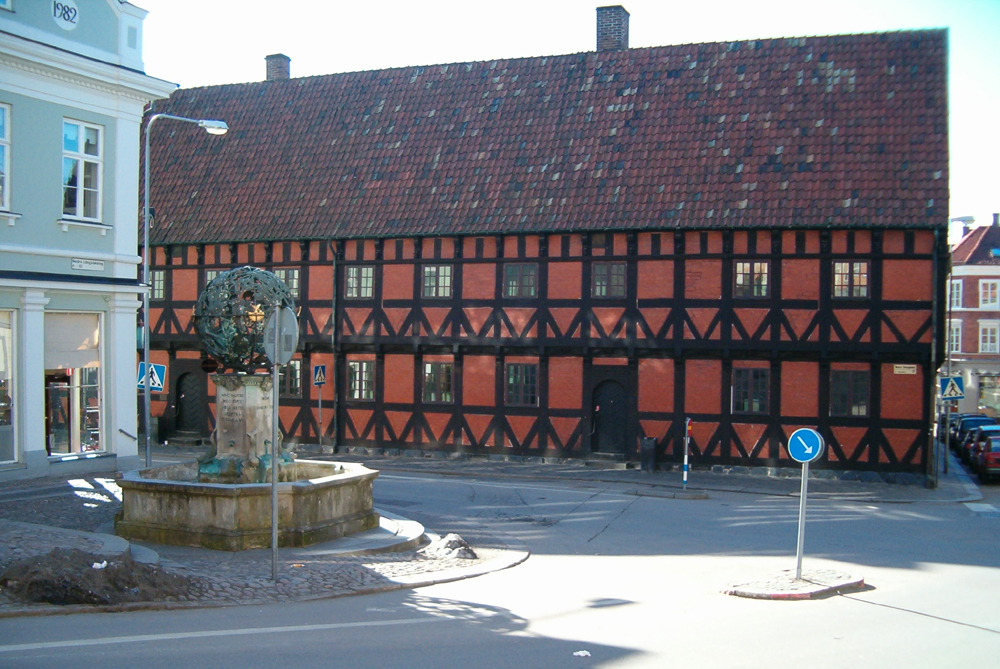
Дом Якоба Хансена
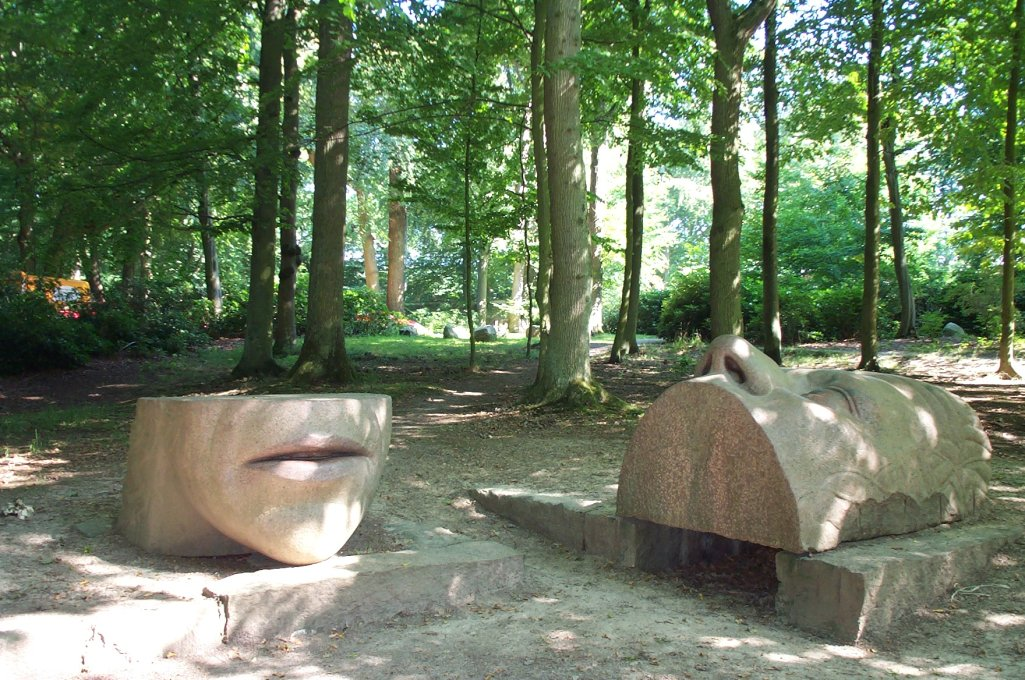
Скульптура «Зламана голова»